# Sex suffragia
Sex suffragia (łac. sześć głosów) – łacińskie określenie odnoszące się do sześciu centuriów kawalerii w systemie centurialnym którzy, w zależności od plemienia, z którego się wywodzili, byli zwani Ramnes, Tities lub Luceres (kolejno Latynowie, Sabinowie i Etruskowie) primi lub secundi (kolejno pierwszy i drugi). Sugeruje się, że obecność tych liczebników może oznaczać, że w pewnym momencie doszło do podwojenia się liczby jednostek kawalerii.

## Historia
Uważa się, że w wyniku zajęcia Rzymu przez Etrusków Tarkwiniusz Stary, piąty król Rzymu, zreformował klasę ekwitów. Jego decyzja polegała na podwojeniu, a następnie potrojeniu istniejących już tribus, oraz nadaniu im osobnych nazw. Ostatnio powstałym jednostkom nadano nazwę posteriores (łac. następne) lub sex suffragia i liczyły 600 jednostek (6 centuriów). W wyniku reformy rzymska kawaleria liczyła w sumie 1800 ludzi.
Reforma serwiańskia, przeprowadzona przez Serwiusza Tuliusza, miała wpływ zarówno na piechotę, jak i na kawalerię. Nakazywała ona wystawienie 18 centuriów ekwitów, z których sześć było wystawianych z arystokracji miejskiej (co może mieć związek z formacją sex sugraffia stworzoną przez Tarkwiniusza Starego). Stworzony został również organ skarbu państwa, przeznaczający najlepszym obywatelom 10 tysięcy asów rocznie na zakup koni oraz przydzielanie niezamężnych kobiet, których obowiązkiem było uiszczanie corocznej opłaty w wysokości 2 tysięcy asów na utrzymanie koni. Wymóg uiszczania tej opłaty został później przydzielony bogatszym klasom społecznym.